# Nastus decaryanus
Nastus decaryanus är en gräsart som beskrevs av Aimée Antoinette Camus. Nastus decaryanus ingår i släktet Nastus och familjen gräs. Inga underarter finns listade i Catalogue of Life.